# Indianapolis Tennis Championships 1999 - Qualificazioni doppio
Le qualificazioni del doppio  dell'Indianapolis Tennis Championships 1999 sono state un torneo di tennis preliminare per accedere alla fase finale della manifestazione. I vincitori dell'ultimo turno sono entrati di diritto nel tabellone principale. In caso di ritiro di uno o più giocatori aventi diritto a questi sono subentrati i lucky loser, ossia i giocatori che hanno perso nell'ultimo turno ma che avevano una classifica più alta rispetto agli altri partecipanti che avevano comunque perso nel turno finale.
Le qualificazioni del doppio del torneo Indianapolis Tennis Championships 1999 prevedevano 8 coppie partecipanti di cui 2 sono entrate nel tabellone principale.

## Teste di serie
1. Amir Hadad /  Mosè Navarra (ultimo turno)
2. Harel Levy /  Lior Mor (primo turno)

1. Oscar Burrieza-Lopez /  Guillermo Cañas (Qualificati)
2. Noam Okun /  Andy Ram (primo turno)

## Qualificati
1. Oscar Burrieza-Lopez  /   Guillermo Cañas

1. Magnus Larsson  /   Magnus Norman

## Tabellone

### Legenda
| - Q = Qualificato - WC = Wild card - LL = Lucky loser | - ALT = Alternate - SE = Special Exempt - PR = Protected Ranking | - w/o = Walkover - r = Ritirato - d = Squalificato |

### Sezione 1
|  | Primo turno | Primo turno                          | Primo turno                          | Primo turno | Primo turno |  |  | Ultimo turno | Ultimo turno                         | Ultimo turno                         | Ultimo turno | Ultimo turno |  |
|  |             |                                      |                                      |             |             |  |  |              |                                      |                                      |              |              |  |
|  | 1           | Amir Hadad Mosè Navarra              | Amir Hadad Mosè Navarra              | 6           | 7           |  |  |              |                                      |                                      |              |              |  |
|  |             | Arnaud Clément Sébastien Grosjean    | Arnaud Clément Sébastien Grosjean    | 4           | 5           |  |  | 1            | Amir Hadad Mosè Navarra              | Amir Hadad Mosè Navarra              | 4            | 3            |  |
|  | 3           | Oscar Burrieza-Lopez Guillermo Cañas | Oscar Burrieza-Lopez Guillermo Cañas | 6           | 6           |  |  | 3            | Oscar Burrieza-Lopez Guillermo Cañas | Oscar Burrieza-Lopez Guillermo Cañas | 6            | 6            |  |
|  |             | Scott Davis Alexander Reichel        | Scott Davis Alexander Reichel        | 4           | 2           |  |  |              |                                      |                                      |              |              |  |

### Sezione 2
|  | Primo turno | Primo turno                  | Primo turno                  | Primo turno | Primo turno |  |  | Ultimo turno                 | Ultimo turno                 | Ultimo turno | Ultimo turno | Ultimo turno |  |
|  |             |                              |                              |             |             |  |  |                              |                              |              |              |              |  |
|  |             | Magnus Larsson Magnus Norman | Magnus Larsson Magnus Norman | 6           | 6           |  |  |                              |                              |              |              |              |  |
|  | 2           | Harel Levy Lior Mor          | Harel Levy Lior Mor          | 3           | 3           |  |  | Magnus Larsson Magnus Norman | Magnus Larsson Magnus Norman | 6            | 6            | 6            |  |
|  |             | Wynn Criswell Wade McGuire   | Wynn Criswell Wade McGuire   | 6           | 6           |  |  | Wynn Criswell Wade McGuire   | Wynn Criswell Wade McGuire   | 7            | 3            | 4            |  |
|  | 4           | Noam Okun Andy Ram           | Noam Okun Andy Ram           | 4           | 1           |  |  |                              |                              |              |              |              |  |